# Campeonato Europeu de Voleibol Masculino Sub-18 de 2024
O Campeonato Europeu de Voleibol Masculino Sub-18 de 2024 foi a 16.ª edição deste torneio bienal organizado pela Confederação Europeia de Voleibol (CEV). O torneio ocorreu de 10 a 21 de julho, nas cidades de Plovdiv e Sófia, na Bulgária.
A seleção da França conquistou seu terceiro título ao vencer na final a seleção italiana por 3 sets a 0. O ponteiro francês Noa Duflos-Rossi foi eleito o melhor jogador da competição.

## Escolha da sede
A Bulgária foi anunciada como organizadora do evento em 12 de outubro de 2022.

## Equipes participantes
| Qualificação                    | Qualificação | Equipe    |
| ------------------------------- | ------------ | --------- |
| País-sede                       | País-sede    | Bulgária  |
| 1ª rodada de qualificação zonal | BVA          | Romênia   |
| 1ª rodada de qualificação zonal | EEVZA        | Polônia   |
| 1ª rodada de qualificação zonal | MEVZA        | Eslovênia |
| 1ª rodada de qualificação zonal | NEVZA        | Finlândia |
| 1ª rodada de qualificação zonal | WEVZA        | França    |
| 2ª rodada de qualificação       | Grupo A      | Itália    |
| 2ª rodada de qualificação       | Grupo A      | Grécia    |
| 2ª rodada de qualificação       | Grupo B      | Turquia   |
| 2ª rodada de qualificação       | Grupo B      | Áustria   |
| 2ª rodada de qualificação       | Grupo C      | Espanha   |
| 2ª rodada de qualificação       | Grupo C      | Ucrânia   |
| 2ª rodada de qualificação       | Grupo D      | Portugal  |
| 2ª rodada de qualificação       | Grupo D      | Bélgica   |
| 2ª rodada de qualificação       | Grupo E      | Chéquia   |
| 2ª rodada de qualificação       | Grupo E      | Estônia   |

## Formato da disputa
As dezesseis equipes foram divididas em dois grupos de oito equipes cada. As partidas seguiram o sistema de pontos corridos, e as duas melhores equipes de cada grupo avançaram para as semifinais.

### Critérios de desempate
1. Número de vitórias
2. Número de pontos
3. Razão dos sets
4. Razão dos pontos
5. Resultado da última partida entre os times empatados

Partidas terminadas em 3–0 ou 3–1: 3 pontos para o vencedor, 0 pontos para o perdedor;

Partidas terminadas em 3–2: 2 pontos para o vencedor, 1 ponto para o perdedor.

## Sorteio dos grupos
O sorteio dos grupos ocorreu no dia 18 de abril de 2024, em Luxemburgo.
| Grupo I Sófia, Bulgária | Grupo II Plovdiv, Bulgária |
| ----------------------- | -------------------------- |
| Bulgária                | Itália                     |
| Polônia                 | Chéquia                    |
| França                  | Bélgica                    |
| Turquia                 | Eslovênia                  |
| Finlândia               | Grécia                     |
| Áustria                 | Romênia                    |
| Ucrânia                 | Espanha                    |
| Portugal                | Estônia                    |

## Locais das partidas
| Grupo II          | Grupo I e fase final            |
| Plovdiv, Bulgária | Sófia, Bulgária                 |
| ----------------- | ------------------------------- |
| Kolodruma         | Ginásio Desportivo Levski Sofia |
|                   |                                 |
| Capacidade: 6 100 | Capacidade: 1 700               |

## Fase de grupos
- Todas as partidas seguem o horário local.

|  | Classificado para a fase final |

### Grupo I
|     |           |     | Jogos | Jogos | Jogos | Resultados | Resultados | Resultados | Resultados | Resultados | Resultados | Sets | Sets | Sets  | Pontos | Pontos | Pontos |
| Pos | Equipe    | Pts | T     | V     | D     | 3–0        | 3–1        | 3–2        | 2–3        | 1–3        | 0–3        | V    | P    | R     | V      | P      | R      |
| --- | --------- | --- | ----- | ----- | ----- | ---------- | ---------- | ---------- | ---------- | ---------- | ---------- | ---- | ---- | ----- | ------ | ------ | ------ |
| 1   | França    | 21  | 7     | 7     | 0     | 3          | 4          | 0          | 0          | 0          | 0          | 21   | 4    | 5.250 | 615    | 508    | 1.211  |
| 2   | Polônia   | 18  | 7     | 6     | 1     | 4          | 2          | 0          | 0          | 1          | 0          | 19   | 5    | 3.800 | 583    | 468    | 1.246  |
| 3   | Finlândia | 14  | 7     | 5     | 2     | 3          | 1          | 1          | 0          | 2          | 0          | 17   | 9    | 1.889 | 619    | 572    | 1.082  |
| 4   | Turquia   | 12  | 7     | 4     | 3     | 1          | 2          | 1          | 1          | 0          | 2          | 14   | 13   | 1.077 | 585    | 572    | 1.023  |
| 5   | Bulgária  | 9   | 7     | 3     | 4     | 2          | 1          | 0          | 0          | 2          | 2          | 11   | 13   | 0.846 | 532    | 539    | 0.987  |
| 6   | Portugal  | 6   | 7     | 2     | 5     | 2          | 0          | 0          | 0          | 3          | 2          | 9    | 15   | 0.600 | 506    | 569    | 0.889  |
| 7   | Áustria   | 4   | 7     | 1     | 6     | 1          | 0          | 0          | 1          | 0          | 5          | 5    | 18   | 0.278 | 470    | 548    | 0.858  |
| 8   | Ucrânia   | 0   | 7     | 0     | 7     | 0          | 0          | 0          | 0          | 2          | 5          | 2    | 21   | 0.095 | 457    | 565    | 0.809  |

| Data   | Hora  |           | Placar |           | Set 1 | Set 2 | Set 3 | Set 4 | Set 5 | Total   | Relatório |
| ------ | ----- | --------- | ------ | --------- | ----- | ----- | ----- | ----- | ----- | ------- | --------- |
| 10 jul | 12:30 | Áustria   | 0–3    | França    | 11–25 | 22–25 | 21–25 |       |       | 54–75   | Relatório |
| 10 jul | 15:00 | Finlândia | 3–2    | Turquia   | 25–23 | 22–25 | 25–14 | 24–26 | 15–12 | 111–100 | Relatório |
| 10 jul | 17:30 | Bulgária  | 3–1    | Portugal  | 23–25 | 25–15 | 25–20 | 25–18 |       | 98–78   | Relatório |
| 10 jul | 20:00 | Ucrânia   | 0–3    | Polônia   | 12–25 | 14–25 | 12–25 |       |       | 38–75   | Relatório |
| 11 jul | 12:30 | Portugal  | 1–3    | Turquia   | 23–25 | 22–25 | 25–17 | 16–25 |       | 86–92   | Relatório |
| 11 jul | 15:00 | França    | 3–1    | Finlândia | 23–25 | 28–26 | 25–23 | 25–19 |       | 101–93  | Relatório |
| 11 jul | 17:30 | Bulgária  | 3–0    | Ucrânia   | 26–24 | 25–20 | 25–21 |       |       | 76–65   | Relatório |
| 11 jul | 20:00 | Polônia   | 3–0    | Áustria   | 25–23 | 25–14 | 25–13 |       |       | 75–50   | Relatório |
| 12 jul | 12:30 | Ucrânia   | 0–3    | Portugal  | 21–25 | 20–25 | 23–25 |       |       | 64–75   | Relatório |
| 12 jul | 15:00 | Finlândia | 1–3    | Polônia   | 23–25 | 16–25 | 27–25 | 26–28 |       | 92–103  | Relatório |
| 12 jul | 17:30 | Áustria   | 0–3    | Bulgária  | 17–25 | 14–25 | 23–25 |       |       | 54–75   | Relatório |
| 12 jul | 20:00 | Turquia   | 0–3    | França    | 21–25 | 18–25 | 18–25 |       |       | 57–75   | Relatório |
| 14 jul | 12:30 | Ucrânia   | 0–3    | Áustria   | 17–25 | 23–25 | 24–26 |       |       | 64–76   | Relatório |
| 14 jul | 15:00 | Polônia   | 3–0    | Turquia   | 25–13 | 25–23 | 27–25 |       |       | 77–61   | Relatório |
| 14 jul | 17:30 | Bulgária  | 1–3    | Finlândia | 16–25 | 25–22 | 19–25 | 23–25 |       | 83–97   | Relatório |
| 14 jul | 20:00 | Portugal  | 1–3    | França    | 22–25 | 20–25 | 25–21 | 18–25 |       | 85–96   | Relatório |
| 15 jul | 12:30 | Finlândia | 3–0    | Ucrânia   | 25–18 | 25–20 | 25–22 |       |       | 75–60   | Relatório |
| 15 jul | 15:00 | Áustria   | 0–3    | Portugal  | 24–26 | 22–25 | 23–25 |       |       | 69–76   | Relatório |
| 15 jul | 17:30 | Turquia   | 3–0    | Bulgária  | 25–18 | 25–23 | 25–22 |       |       | 75–63   | Relatório |
| 15 jul | 20:00 | França    | 3–1    | Polônia   | 26–24 | 22–25 | 25–17 | 25–17 |       | 98–83   | Relatório |
| 17 jul | 12:30 | Portugal  | 0–3    | Polônia   | 19–25 | 13–25 | 17–25 |       |       | 49–75   | Relatório |
| 17 jul | 15:00 | Ucrânia   | 1–3    | Turquia   | 23–25 | 25–18 | 20–25 | 19–25 |       | 87–93   | Relatório |
| 17 jul | 17:30 | Bulgária  | 0–3    | França    | 22–25 | 13–25 | 22–25 |       |       | 57–75   | Relatório |
| 17 jul | 20:00 | Áustria   | 0–3    | Finlândia | 24–26 | 23–25 | 21–25 |       |       | 68–76   | Relatório |
| 18 jul | 12:30 | França    | 3–1    | Ucrânia   | 25–22 | 20–25 | 25–9  | 25–23 |       | 95–79   | Relatório |
| 18 jul | 15:00 | Turquia   | 3–2    | Áustria   | 21–25 | 25–22 | 25–17 | 21–25 | 15–10 | 107–99  | Relatório |
| 18 jul | 17:30 | Finlândia | 3–0    | Portugal  | 25–17 | 25–23 | 25–17 |       |       | 75–57   | Relatório |
| 18 jul | 20:00 | Polônia   | 3–1    | Bulgária  | 20–25 | 25–18 | 25–20 | 25–17 |       | 95–80   | Relatório |

### Grupo II
|     |           |     | Jogos | Jogos | Jogos | Resultados | Resultados | Resultados | Resultados | Resultados | Resultados | Sets | Sets | Sets   | Pontos | Pontos | Pontos |
| Pos | Equipe    | Pts | T     | V     | D     | 3–0        | 3–1        | 3–2        | 2–3        | 1–3        | 0–3        | V    | P    | R      | V      | P      | R      |
| --- | --------- | --- | ----- | ----- | ----- | ---------- | ---------- | ---------- | ---------- | ---------- | ---------- | ---- | ---- | ------ | ------ | ------ | ------ |
| 1   | Itália    | 21  | 7     | 7     | 0     | 5          | 2          | 0          | 0          | 0          | 0          | 21   | 2    | 10.500 | 579    | 422    | 1.372  |
| 2   | Espanha   | 15  | 7     | 5     | 2     | 3          | 2          | 0          | 0          | 1          | 1          | 16   | 8    | 2,000  | 594    | 533    | 1.114  |
| 3   | Bélgica   | 14  | 7     | 5     | 2     | 0          | 4          | 1          | 0          | 1          | 1          | 16   | 12   | 1.333  | 650    | 617    | 1.053  |
| 4   | Eslovênia | 11  | 7     | 4     | 3     | 2          | 1          | 1          | 0          | 2          | 1          | 14   | 12   | 1.167  | 600    | 596    | 1.007  |
| 5   | Chéquia   | 10  | 7     | 3     | 4     | 2          | 1          | 0          | 1          | 1          | 2          | 12   | 13   | 0.923  | 546    | 569    | 0.960  |
| 6   | Grécia    | 8   | 7     | 3     | 4     | 1          | 1          | 1          | 0          | 2          | 2          | 11   | 15   | 0.733  | 571    | 597    | 0.956  |
| 7   | Estônia   | 4   | 7     | 1     | 6     | 0          | 1          | 0          | 1          | 2          | 3          | 7    | 19   | 0.368  | 538    | 636    | 0.846  |
| 8   | Romênia   | 1   | 7     | 0     | 7     | 0          | 0          | 0          | 1          | 3          | 3          | 5    | 21   | 0.238  | 525    | 633    | 0.829  |

| Data   | Hora  |           | Placar |           | Set 1 | Set 2 | Set 3 | Set 4 | Set 5 | Total   | Relatório |
| ------ | ----- | --------- | ------ | --------- | ----- | ----- | ----- | ----- | ----- | ------- | --------- |
| 10 jul | 12:30 | Romênia   | 1–3    | Bélgica   | 25–23 | 18–25 | 13–25 | 17–25 |       | 73–98   | Relatório |
| 10 jul | 15:00 | Grécia    | 3–1    | Eslovênia | 25–22 | 25–23 | 23–25 | 25–21 |       | 98–91   | Relatório |
| 10 jul | 17:30 | Itália    | 3–0    | Estônia   | 25–18 | 25–17 | 25–17 |       |       | 75–52   | Relatório |
| 10 jul | 20:00 | Espanha   | 3–0    | Chéquia   | 25–15 | 25–18 | 29–27 |       |       | 79–60   | Relatório |
| 11 jul | 12:00 | Estônia   | 1–3    | Eslovênia | 25–17 | 25–27 | 16–25 | 14–25 |       | 80–94   | Relatório |
| 11 jul | 15:00 | Bélgica   | 3–1    | Grécia    | 18–25 | 25–22 | 25–23 | 25–23 |       | 93–93   | Relatório |
| 11 jul | 17:30 | Itália    | 3–0    | Espanha   | 25–22 | 25–14 | 34–32 |       |       | 84–68   | Relatório |
| 11 jul | 20:00 | Chéquia   | 3–0    | Romênia   | 25–20 | 25–22 | 25–19 |       |       | 75–61   | Relatório |
| 12 jul | 12:00 | Espanha   | 3–1    | Estônia   | 21–25 | 25–19 | 25–11 | 25–15 |       | 96–70   | Relatório |
| 12 jul | 15:00 | Grécia    | 1–3    | Chéquia   | 25–23 | 20–25 | 21–25 | 20–25 |       | 86–98   | Relatório |
| 12 jul | 17:30 | Romênia   | 1–3    | Itália    | 9–25  | 19–25 | 25–22 | 18–25 |       | 71–97   | Relatório |
| 12 jul | 20:00 | Eslovênia | 3–0    | Bélgica   | 26–24 | 29–27 | 25–17 |       |       | 80–68   | Relatório |
| 14 jul | 12:00 | Espanha   | 3–0    | Romênia   | 25–19 | 25–22 | 25–19 |       |       | 75–60   | Relatório |
| 14 jul | 15:00 | Chéquia   | 2–3    | Eslovênia | 25–23 | 21–25 | 25–21 | 23–25 | 9–15  | 103–109 | Relatório |
| 14 jul | 17:30 | Itália    | 3–0    | Grécia    | 25–20 | 25–18 | 25–17 |       |       | 75–55   | Relatório |
| 14 jul | 20:00 | Estônia   | 2–3    | Bélgica   | 28–26 | 19–25 | 19–25 | 30–28 | 11–15 | 107–119 | Relatório |
| 15 jul | 12:00 | Grécia    | 0–3    | Espanha   | 16–25 | 19–25 | 22–25 |       |       | 57–75   | Relatório |
| 15 jul | 15:00 | Romênia   | 1–3    | Estônia   | 23–25 | 23–25 | 31–29 | 25–27 |       | 102–106 | Relatório |
| 15 jul | 17:30 | Eslovênia | 0–3    | Itália    | 21–25 | 10–25 | 15–25 |       |       | 46–75   | Relatório |
| 15 jul | 20:00 | Bélgica   | 3–1    | Chéquia   | 25–18 | 23–25 | 25–21 | 25–21 |       | 98–85   | Relatório |
| 17 jul | 12:00 | Estônia   | 0–3    | Chéquia   | 17–25 | 22–25 | 22–25 |       |       | 61–75   | Relatório |
| 17 jul | 15:00 | Espanha   | 3–1    | Eslovênia | 31–33 | 28–26 | 25–15 | 33–31 |       | 117–105 | Relatório |
| 17 jul | 17:30 | Itália    | 3–1    | Bélgica   | 23–25 | 25–19 | 25–19 | 25–14 |       | 98–77   | Relatório |
| 17 jul | 20:00 | Romênia   | 2–3    | Grécia    | 21–25 | 25–16 | 25–23 | 16–25 | 16–18 | 103–107 | Relatório |
| 18 jul | 12:00 | Bélgica   | 3–1    | Espanha   | 25–23 | 25–14 | 22–25 | 25–22 |       | 97–84   | Relatório |
| 18 jul | 15:00 | Eslovênia | 3–0    | Romênia   | 25–15 | 25–21 | 25–19 |       |       | 75–55   | Relatório |
| 18 jul | 17:30 | Grécia    | 3–0    | Estônia   | 25–20 | 25–21 | 25–21 |       |       | 75–62   | Relatório |
| 18 jul | 20:00 | Chéquia   | 0–3    | Itália    | 10–25 | 21–25 | 22–25 |       |       | 53–75   | Relatório |

## Fase final
|  | Semifinais  | Semifinais |                |   | Final | Final |
|  |             |            |                |   |       |       |
|  | 20 de julho |            |                |   |       |       |
|  |             |            |                |   |       |       |
|  | França      | 3          |                |   |       |       |
|  | França      | 3          | 21 de julho    |   |       |       |
|  | Espanha     | 0          |                |   |       |       |
|  | Espanha     | 0          | França         | 3 |       |       |
|  | 20 de julho |            | França         | 3 |       |       |
|  |             | Itália     | 0              |   |       |       |
|  | Polônia     | Itália     | 0              | 1 |       |       |
|  | Polônia     |            |                | 1 |       |       |
|  | Itália      | 3          |                |   |       |       |
|  | Itália      | 3          | Terceiro lugar |   |       |       |
|  |             |            |                |   |       |       |
|  | 21 de julho |            |                |   |       |       |
|  |             |            |                |   |       |       |
|  | Espanha     | 2          |                |   |       |       |
|  | Espanha     | 2          |                |   |       |       |
|  | Polônia     | 3          |                |   |       |       |

- Todas as partidas seguem o horário local.

### Semifinais
| Data   | Hora  |        | Placar |         | Set 1 | Set 2 | Set 3 | Set 4 | Set 5 | Total | Relatório |
| ------ | ----- | ------ | ------ | ------- | ----- | ----- | ----- | ----- | ----- | ----- | --------- |
| 20 jul | 15:30 | França | 3–0    | Espanha | 25–20 | 25–19 | 25–20 |       |       | 75–59 | Relatório |
| 20 jul | 18:30 | Itália | 3–1    | Polônia | 25–23 | 21–25 | 25–18 | 25–23 |       | 96–89 | Relatório |

### Terceiro lugar
| Data   | Hora  |         | Placar |         | Set 1 | Set 2 | Set 3 | Set 4 | Set 5 | Total   | Relatório |
| ------ | ----- | ------- | ------ | ------- | ----- | ----- | ----- | ----- | ----- | ------- | --------- |
| 21 jul | 15:30 | Espanha | 2–3    | Polônia | 21–25 | 20–25 | 30–28 | 28–26 | 12–15 | 111–119 | Relatório |

### Final
| Data   | Hora  |        | Placar |        | Set 1 | Set 2 | Set 3 | Set 4 | Set 5 | Total | Relatório |
| ------ | ----- | ------ | ------ | ------ | ----- | ----- | ----- | ----- | ----- | ----- | --------- |
| 21 jul | 18:30 | França | 3–0    | Itália | 25–15 | 25–20 | 25–21 |       |       | 75–56 | Relatório |

## Classificação final
| Posição | Equipe    |
| ------- | --------- |
|         | França    |
|         | Itália    |
|         | Polônia   |
| 4       | Espanha   |
| 5       | Finlândia |
| 6       | Bélgica   |
| 7       | Turquia   |
| 8       | Eslovênia |
| 9       | Chéquia   |
| 10      | Bulgária  |
| 11      | Grécia    |
| 12      | Portugal  |
| 13      | Estônia   |
| 14      | Áustria   |
| 15      | Romênia   |
| 16      | Ucrânia   |

|  | Classificado para o Campeonato Mundial Sub-19 de 2025 |

| Campeonato Europeu Sub-18 de 2024 |
| --------------------------------- |
| França Campeã (3.º título)        |

| Elenco |
| --- |
| Noa Duflos-Rossi, Pierre Delaporte, Timéo Mistoco, Théo Martzluff, Ino Dukic, Ewen Renevot, Thomas Schmitz-straumann, Guillaume Respaut, Andrej Jokanovic, Daniel Iyegbekedo, Viden Natzev, William Laplace, Sadjhy Crâne, Mathys Lapierre |
| Técnico |
| Jean-Manuel Leprovost |

## Premiações individuais
Os atletas que se destacaram individualmente foramː
| - Most Valuable Player (MVP) Noa Duflos-Rossi - Melhor levantador Théo Martzluff - Melhores ponteiros Noa Duflos-Rossi Manuel Hristov Zlatanov | - Melhores centrais Alessandro Benacchio Tymoteusz Lenik - Melhor oposto Ino Dukic - Melhor líbero Guillaume Respaut |